# Zwei Herzen (Roman)
Zwei Herzen (englischer Originaltitel: Two Hearts) ist ein Fantasy-Kurzroman von Peter S. Beagle, der 2004 veröffentlicht wurde. Es ist die Fortsetzung seiner Erzählung Das letzte Einhorn.

## Hintergrund
Obwohl Peter S. Beagle auf viele der Hauptcharaktere aus dem Roman Das letzte Einhorn zurückgreift ist Zwei Herzen eine eigenständige Geschichte. Zwischen den Ereignissen liegt eine längere Zeitspanne und die Hauptperson ist in dieser Erzählung das Mädchen Sooz, aus dessen Perspektive die Handlung geschildert wird. Beagle arbeitet in dieser Geschichte bevorzugt mit Dualitäten. Das spiegelt sich auch im Titel der Erzählung wider. So besitzt der mystische Greif zwei Herzen, die sowohl den Adler als auch den Löwen in ihm verdeutlichen. Der Zauberer Schmendrick und Molly sind inzwischen ein Paar und der König Lir ist noch immer mit dem Einhorn, das er in der verwandelten Form als „Lady Amalthea“ kennen und lieben gelernt hatte, verbunden und das Mädchen Sooz und ihr Hund „Malka“ sind unzertrennlich. Es gibt daher jeweils „zwei Herzen“ oder Charaktere, die ein Paar bilden.

## Handlung
Sooz, ein junges Mädchen, lebt in einem Dorf, das von einem bösartigen Greif (Griffin) bedroht wird. Alle Ritter, die der König zur Hilfe schickt, können nichts gegen das Untier ausrichten. Als auch noch ihre beste Freundin Felicitas von dem Monster geschnappt wird, reicht es Sooz und sie beschließt, den König zu bitten, sich persönlich um die Sache zu kümmern.
So bricht sie eines Nachts heimlich auf und verlässt als blinde Passagierin mit dem Wagen ihres Onkels Ambrose das Dorf. Sie springt vorzeitig ab, um auch von ihm nicht entdeckt zu werden, und begegnet dabei dem Zauberer Schmendrick und dessen Gefährtin Molly Grue, die behaupten, gute Freunde des Königs zu sein, und Sooz mitnehmen.
König Lír erklärt sich sofort bereit, mit in das Dorf zu kommen, obwohl er schon deutlich gealtert und mitgenommen wirkt. Als sie am „Midnight Wood“ (Mitternachtswald) ankommen, wo sich der Greif aufhalten soll, befiehlt er Sooz zu gehen, doch als ihre Hündin Malka in den Wald läuft, folgt sie ihr. Es kommt zu einem heftigen Kampf mit dem Greif, bei dem König Lír und Malka tödlich verwundet werden.
Plötzlich erscheint das Einhorn und tötet den Greif mit seinem Horn. Danach erweckt es Malka wieder zum Leben, lässt König Lír aber liegen und verschwindet wieder. Molly bringt Sooz ein Lied bei, das sie pfeifen soll, wenn sie sich einsam fühlt. Sie verspricht ihr, dann kämen sie oder das Einhorn zu ihr.
Verbindungen zur Geschichte vom „Letzten Einhorn“
In dem Buch werden nur wenige Andeutungen auf die Geschichte Das letzte Einhorn gemacht, weshalb es auf Deutsch in dem Band Das letzte Einhorn und zwei Herzen erschien. Schmendrick und Molly erzählen Sooz jedoch, dass sie einst mit Lír auf Reisen waren und dass sein damaliges Schloss zerstört wurde. Auch König Haggard, der Rote Stier und Captain Cully werden kurz erwähnt. König Lír nennt das Einhorn Amalthea, da dies ihr Name in ihrer menschlichen Gestalt war. Es wird auch erzählt, dass Lír tot war und das Einhorn ihn wiedererweckt hatte.

## Charaktere
Sooz und MalkaSooz ist ein neun Jahre altes Mädchen, die sich gemeinsam mit ihrem Hund Malka aufmacht, um ihr Dorf vor den Überfällen durch den Greif zu retten.
Schmendrick und Molly GrueSchmendrick ist inzwischen ein wahrer Zauberer geworden, er setzt seine Magie jedoch nur im Notfall ein. Molly ist bei ihm geblieben und gibt notleidenden Personen seelischen Beistand.
König Lír und das EinhornNach dem Tod seines Vaters hat Lír die Herrschaft über das Land übernommen. Doch die Jahre sind auch an ihm nicht spurlos vorübergegangen, da er deutlich vor sich hinvegetiert. Dennoch – oder was auch der Grund für seinen Zustand sein könnte – hat er sein geliebtes Einhorn nicht vergessen, daher ziert das Einhorn sein königliches Wappen. Das Einhorn lebt wieder ruhig und zurückgezogen in seinem Wald. Als Lír aber in Gefahr ist, ist es zur Stelle und bereit, für ihn zu kämpfen. Seine Entscheidung, ihn sterben zu lassen, erklärt Molly Grue mit den Worten: „Sie hat ihn gehen lassen, weil sie ihn liebt.“
Der GreifDieses fleischfressende Ungeheuer hat den Vorderkörper eines Adlers und den Hinterkörper eines Löwen. Aus diesem Grund trägt es auch die Herzen dieser Tiere.

## Auszeichnungen
Für diese Kurzgeschichte wurde Peter S. Beagle mit folgenden Preisen ausgezeichnet.
- 2006: Hugo Award[3]
- 2006: Nebula Award[4]
- 2006: World Fantasy Award[5]